# Yushania alpina
Yushania alpina là một loài thực vật có hoa trong họ Hòa thảo. Loài này được (K.Schum.) W.C.Lin miêu tả khoa học đầu tiên năm 1974.